# Flugunfall einer Antonow An-24 der CAAC bei Changsha 1976
Der Flugunfall einer Antonow An-24 der CAAC bei Changsha 1976 ereignete sich am 21. Januar 1976. An diesem Tag verunfallte eine Antonow An-24RW der CAAC, die sich auf einem inländischen Linienflug von Guangzhou nach Shanghai mit planmäßigen Zwischenstopps in Changsha und Hangzhou befand, nahe des Flughafens Changsha. Bei dem Unfall starben alle 42 Insassen der Maschine.

## Maschine
Bei der betroffenen Maschine handelte es sich um eine im Jahr 1974 gebaute Antonow An-24RW mit der Werknummer 47309409 und der Modellseriennummer 094-09. Die Maschine wurde anschließend in die Volksrepublik China exportiert und ging mit dem Luftfahrzeugkennzeichen B-492 bei der Fluggesellschaft CAAC in Betrieb. Das zweimotorige Kurzstrecken-Passagierflugzeug war mit zwei Turboprop-Triebwerken des Typs Iwtschenko AI-24A ausgestattet.

## Passagiere und Besatzung
Den Flug auf dem betroffenen Flugabschnitt von Guangzhou nach Changsha hatten 34 Passagiere angetreten. Es befand sich eine achtköpfige Besatzung an Bord.

## Unfallhergang
Die Maschine befand sich im Anflug auf den Flughafen Changsha-Datuopu. Als sie unter die Wolkendecke sank, konnten Augenzeugen beobachten, dass der Anflug instabil ausgeführt wurde. Die Maschine rollte nach links und schlug auf dem Boden auf. Dabei
starben alle 42 Insassen.

## Ursache
Da die Maschine nicht mit einem Stimmenrekorder oder Flugdatenschreiber ausgerüstet war, konnten die chinesischen Ermittler keine eindeutige Unfallursache bestimmen. Es wurde vermutet, dass sich der Unfall ereignet hatte, nachdem das backbordseitige Triebwerk wegen Vereisung ausgefallen war.